# Texas A&M Aggies football
La squadra di football dei Texas A&M Aggies rappresenta la Texas A&M University. Gli Aggies competono nella Football Bowl Subdivision (FBS) della National Collegiate Athletics Association (NCAA) e nella Western division della Southeastern Conference (SEC). La squadra ha vinto tre titoli nazionali (l'ultimo dei quali nel 1939) ed ha avuto tra le proprie file due vincitori dell'Heisman Trophy.

## Titoli

### Titoli nazionali
| Anno             | Allenatore       | Selettori                                        | Record           | Bowl         | Ris. Bowl               |
| ---------------- | ---------------- | ------------------------------------------------ | ---------------- | ------------ | ----------------------- |
| 1919             | Dana X. Bible    | ** Billingsley, National Championship Foundation | 10–0             | -            | -                       |
| 1927             | Dana X. Bible    | ** Sagarin Rating, Sagarin ELO-Chess             | 8–0–1            | -            | -                       |
| 1939             | Homer H. Norton  | AP, CF Researchers Ass., Helms                   | 11–0             | V Sugar Bowl | Texas A&M 14, Tulane 13 |
| Titoli nazionali | Titoli nazionali | Titoli nazionali                                 | Titoli nazionali | 3            | 3                       |

## Finalisti dell'Heisman Trophy
- John Kimbrough, 5º – 1939
- John Kimbrough, 2º – 1940
- Marshall Robnett, 9º – 1940
- John David Crow, 1º – 1957
- Darren Lewis, 8º – 1990
- Bucky Richardson, 10º – 1991
- Johnny Manziel, 1º - 2012
- Johnny Manziel, 5º - 2013

## Membri della College Football Hall of Fame
| Giocatore       | Ruolo | Anni      | Ind. |
| --------------- | ----- | --------- | ---- |
| Ray Childress   | DT    | 1981–1984 | 2010 |
| John David Crow | HB    | 1955–1957 | 1976 |
| Dave Elmendorf  | S     | 1968–1970 | 1997 |
| Joel Hunt       | HB    | 1925–1927 | 1967 |
| John Kimbrough  | FB    | 1938–1940 | 1954 |
| Charlie Krueger | T     | 1955–1957 | 1983 |
| Jack Pardee     | FB    | 1954–1956 | 1986 |
| Joe Routt       | G     | 1935–1937 | 1962 |
| Gene Stallings  | DB    | 1954–1956 | 2010 |
| Joe Utay        | HB    | 1905–1907 | 1974 |

## Membri della Pro Football Hall of Fame
Un giocatore degli Aggies è stato inserito nella Pro Football Hall of Fame:
| Giocatore | Ruolo | Anni      | Ind. |
| --------- | ----- | --------- | ---- |
| Yale Lary | S     | 1948–1951 | 1979 |